# Alexander Nübel
Alexander Nübel, född 30 september 1996, är en tysk fotbollsmålvakt som spelar för VfB Stuttgart, på lån från Bayern München.

## Karriär
Inför säsongen 2019/2020 blev Nübel utsedd till lagkapten i Schalke 04 av tränaren David Wagner.
Den 4 januari 2020 värvades Nübel av Bayern München, där han skrev på ett femårskontrakt med start i juli 2020. Han förlorade i samband med detta lagkaptensbindeln i Schalke 04 till Omar Mascarell.
Den 27 juni 2021 lånades Nübel ut till AS Monaco.